# Děti ráje (muzikál)
Děti ráje (2009) jsou označovány za „první český hit-muzikál“ nebo také „české Mamma Mia!“.[zdroj?]
Muzikál, odehrávající se na konci 80. let minulého století, v malém fiktivním československém městečku Bičovice, plný písniček „krále českých (československých) diskoték“ – Michala Davida, napsal dívčí idol té doby – herec a zpěvák Sagvan Tofi (filmy: Kamarád do deště, Vítr v kapse), režie se ujal Petr Novotný, renomovaný muzikálový režisér, jehož inscenace se staly legendami (Jesus Christ Superstar, Les Misérables – Bídníci nebo Miss Saigon) a choreografii vymyslela Petra Parvoničová. 
Na podzim roku 2021 se tento muzikál vrátil na pražská prkna Kongresového centra (13.10.2021 proběhla veřejná generální zkouška).

## Děj
Parta maturantů na konci 80. let tráví většinu volného času na diskotékách, kterým kralují velcí frajeři – „dýdžejové“ Tom a Stanley. Jen Michal Gregor se třídnímu kolektivu vymyká a je terčem jejich posměchu, protože píše básničky a skládá písničky. Když se do třídní krásky a hvězdy Evy zamiluje jak nesmělý Michal, tak suverén Tom, do hry začnou vstupovat intriky. Evina kamarádka Kájina, Stanley a Tom Evině a Michalově lásce nepřejí a nakonec se jim povede je na dlouhých 20 let rozdělit…
Michal a Eva se setkávají již jako čtyřicetiletí – Michal vdovec, Eva rozvedená a oba mají osmnáctileté děti – a tak není divu, že se do sebe Michalův syn Mickey a Evina dcera Bára zamilují. 
Jak to ale dopadne s Evou a Michalem?
Dozví se jak to tehdy, před 20 lety, doopravdy bylo?

## Obsazení v letech 2016 - 2022
- Tom: Sagvan Tofi / Martin Dejdar / Martin Zounar / Braňo Polák
- Stanley: Lukáš Vaculík / Braňo Polák
- Mladý Michal: Tomáš Löbl / František Pytloun
- Dospělý Michal: Bořek Slezáček / Jan Kříž / Peter Veslár
- Mladá Eva: Aneta Vrzalová
- Dospělá Eva: Michaela Horká / Petra Peterová
- Kájina: Michaela Horká / Michaela Nosková / Markéta Martiníková
- Malý Čusbus: Michal Šperka
- Dospělý Čusbus: Peter Veslár / Zdeněk Hrubý
- Bára: Genny Ciatti / Tereza Aster Vágnerová
- Mickey: Jan Kopečný / Ladislav Korbel
- Šoumen: David Bouša / Ondřej Bábor / Michal Veselý
- Michalův otec: Pavel Novotný / Luboš Ondráček
- Řediteka Vostrá / Tomova matka / Moderátorka: Barbora Rajnišová / Hana Sršňová

Taneční company:
- Jan Dědek
- Jan Olexa
- Jaroslav Justin Novák
- Jaroslav Pospíšil
- Lukáš Jureňa
- Radek Fišer
- Jiří Minařík
- Marek Šmahel
- Jakub Doušek
- Pavla Máša Macháčková
- Iva Zezulová
- Jarmila Zedníčková
- Pavlína Vejnarová
- Tereza Tomanová
- Michaela Poláčková
- Kateřina Huková
- Lucia Danišová
- Barbora Březinová
- Jana Blažková
- Veronika Jiroušková
- Kateřina Gornioková

## Obsazení
- Mladá Eva: Petra Doležalová / Michaela Sejnová
- Mladý Michal: Tomáš Löbl / František Pytloun
- Mladá Kájina: Hana Kubinová / Martina Cerhová / Věra Vodičková
- Malý Čusbus: Josef Havrda / Rudolf Mašata / Filip Antonio / Zděněk Roza
- Tom: Sagvan Tofi / Martin Zounar
- Stanley: Lukáš Vaculík / Braňo Polák
- Dospělá Eva: Šárka Marková / Michaela Nosková
- Dospělý Michal: Bořek Slezáček / Jan Kříž / Peter Veslár
- Bára: Genny Ciatti / Tereza Aster Vágnerová / Klára Jelínková / Natálie Grossová
- Mickey: Michael Foret/ Petr Poláček
- Dospělý Čusbus: Peter Veslár/ Patrik Plešinger

Ve vedlejších rolích:
- Jaroslav Klein (Michalův otec),
- Josef Štágr (Michalův otec),
- Marie Horváthová (Ředitelka Vostrá),
- Barbora Rajnišová (Ředitelka Vostrá),
- Jan Hönig (Šoumen),
- Martin Bačkovský (Šoumen),
- Robert Hlavatý (Vyhazovač),
- Jaroslav Nicolas Milíček (Vyhazovač),
- Vít Bečvář (Vyhazovač),
- Roman Duda (Vyhazovač)

Taneční company:
- Petra Parvoničová
- David Bouša
- Hedvika Dolejšová
- Martina Fantová
- Radek Fišer
- Milan Františák
- Ondřej Havel
- Kateřina Huková
- Lukáš Kellner
- Monika Charvát Kubínová
- David Maule
- Michaela Novotná
- Zdeňka Pijanová
- Kamila Mottlová
- Radim Pátek
- Klára Kočárková
- Přemysl Pálek